# Siervas del Señor
La Congregación Siervas del Señor (oficialmente en inglés: Congregation Handmaids of the Lord) es una congregación religiosa católica femenina de derecho pontificio, fundada por el religioso capuchino francés Fortunat-Henri Caumont, en Ajmer (India), en 1906. A las religiosas de este instituto se les conoce como siervas del Señor o hermanas Prabhudasi. Sus miembros posponen a sus nombres las siglas P.S.A.

## Historia
El religioso capuchino francés Fortunat-Henri Caumont, en 1906, dio inicio a un nuevo instituto de vida religiosa en Ajmer (India), con el fin de evangelizar a los nativos y a los pobres, según las costumbres indias. En 1913, Caumont fue elegido primer obispo de la Diócesis de Ajmer, lo que facilitó la expansión del instituto por su diócesis.
La obra recibió la aprobación como congregación de derecho diocesano en 1936, fue agregada a la Orden de los Hermanos Menores Capuchinos en 1962 y recibió la aprobación pontificia durante el pontificado de Juan Pablo II.

## Organización
La Congregación Siervas del Señor es un instituto religioso centralizado, cuyo gobierno es ejercido por una superiora general a la que sus miembros llaman Madre. En el gobierno, la Madre general es coadyuvada por su consejo, elegido para un periodo de seis años. La sede central se encuentra en Ajmer (India).
Las siervas del Señor se dedican a las misiones populares y a la evangelización, viven según las costumbres del pueblo indio, visten el sari típico de las mujeres indias, hablan las lenguas locales y evangelizan en ellas, viven según la Regla de la Tercera Orden de San Francisco (adaptada a las situaciones locales) y su espiritualidad es típicamente franciscana.
El instituto pertenece a la Familia capuchina. En 2015 contaba con unas 508 religiosas y 60 comunidades, presentes en India e Italia.